# Академія КНБ Республіки Казахстан
Академія КНБ Республіки Казахстан — спеціальний, багатопрофільний навчальний заклад Казахстану, науковий і методичний центр країни у сфері підготовки, перепідготовки і підвищення кваліфікації оперативних і керівних співробітників органів національної безпеки. Освітня діяльність академії направлена на підготовку кваліфікованих спеціалістів з вищою юридичною освітою, які володіють державною та іноземними мовами, науково-педагогічних кадрів, перепідготовку керівного складу органів безпеки, організацію і проведення наукових досліджень з проблем забезпечення національної безпеки Республіки Казахстан. Випускникам академії надається кваліфікація, відповідно до отриманої спеціальності: юрист зі знанням іноземної мови, спеціалізація — оперативний співробітник органів національної безпеки.

## Історія
Свою історію академія веде від 1974 року, коли у місті Алмати були створені Курси вдосконалення керівного і оперативного складу КДБ при РМ СРСР. У грудні 1979 року вони були перейменовані у Курси підвищення кваліфікації кадрів КДБ СРСР, у 1983 році відбулось перетворення курсів у Вищі курси КДБ СРСР на правах вищого навчального закладу для підготовки і підвищення кваліфікації співробітників оперативно-технічного профілю.
У 1991 році вищі курси перейшли під юрисдикцію Казахстану і стали вишем контррозвідувального профілю. 26 січня 1994 року Постановою Кабінету міністрів РК на базі Вищих курсів КНБ було створено Інститут Комітету національної безпеки Республіки Казахстан.
У травні 1997 року у відповідності до Указу Президента Республіки Казахстан Інститут КНБ РК був перетворений на Академію Комітету національної безпеки Республіки Казахстан.
З січня 2000 року в академії діє Дисертаційна Рада по захисту дисертацій на здобуття наукових ступенів.